# Can Matas (Mataró)
Can Matas és un edifici de Mataró (Maresme) protegit com a Bé Cultural d'Interès Local.

## Descripció
Es tracta d'una casa entre mitgeres de planta baixa i dues plantes pis i plantes soterrani fins a nivell del camí Ral.
Portal d'accés i finestra enreixada en planta baixa i balcó i finestra amb xafardera de fusta de secció triangular a cadascuna de les dues plantes superiors. Els balcons són d'enreixat de forja i rajola vidriada decorada.
L'edifici acaba amb una cornisa amb acroteri.
Conjuntament amb les cases de can Martí Coll i can Perecoll forma una bona façana urbana.
Es tracta de la casa familiar dels Matas, Iborra i Salomó, comprada l'any 1862.